# Point d'appui de Pelousette

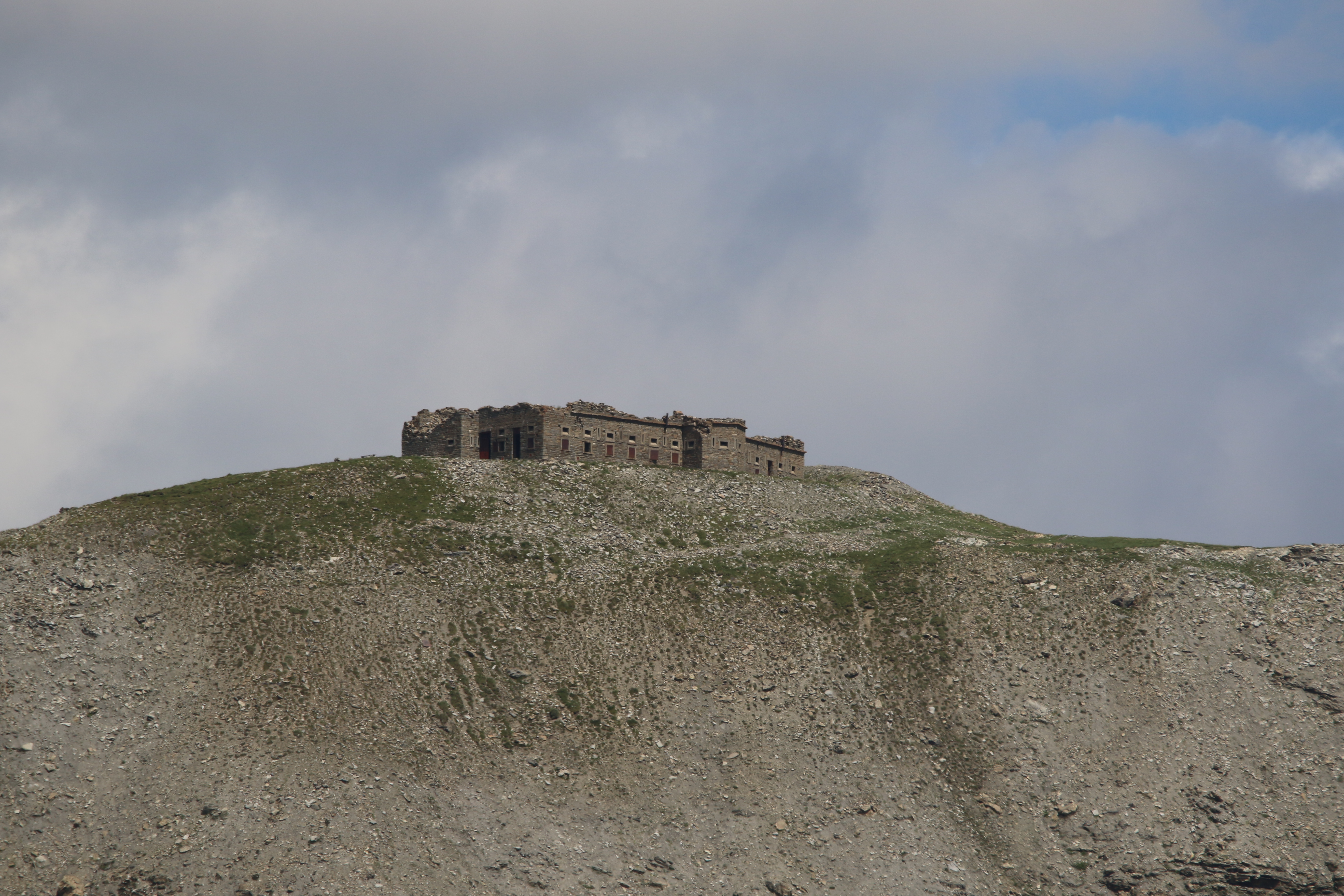
Vue générale du fortin

Le point d'appui de la Cime de Pelousette était une position d'infanterie du secteur fortifié du Dauphiné (ligne Maginot des Alpes). Il s'agit en fait de l'ancienne position de Pelousette du Système Séré de Rivières qui a été intégrée au secteur fortifié du Dauphiné avant la Seconde Guerre mondiale.

## Situation
Le point d'appui est situé sur la Cime de Pelousette, à environ 2 000 m à vol d'oiseau du petit ouvrage des Granges-Communes, à une altitude de 2 757 m d'altitude, ce qui en fait l'ouvrage fortifié le plus haut de France, après la batterie de Viraysse (2 772 m) qui domine le col de Larche (Alpes-de-Haute-Provence).

## Historique

### Mission
Le point d'appui est essentiellement constitué de l'ancien « blockhaus » construit à la fin du XIXe siècle et il ne semble pas que la position ait connu de nouveaux aménagements avant la Seconde Guerre mondiale.
Le blockhaus de Pelousette avait pour mission la surveillance du vallon de Salso Moreno et l'appui de la position du Mont des Fourches.
Avec les deux autres blockhaus de la position du Mont des Fourches et de Las Planas (ou Tête de Vinaigre), il constituait le masque défensif tourné vers le nord-est du Système défensif Séré de Rivières en Haute-Tinée pour assurer la défense des cols de Restefond et des Granges Communes. Le blockhaus pouvait communiquer par télégraphie optique avec les autres blockhaus du  Mont des Fourches et de Las Planas.
Occupé en permanence jusqu'en 1914, il ne l'a été par la suite que de façon occasionnelle par différentes unités de chasseurs alpins ou d'infanterie alpine. En 1940, la position était tenue par un groupe de combat de la 2e compagnie du 73e bataillon Alpin de Forteresse (BAF).

### Composition
Construit entre 1892 et 1902, le blockhaus de Pelousette était en fait une caserne fortifiée permettant à une centaine d'hommes de s'y retrancher en cas d'attaque ennemie. Ouvrage monobloc, sur un seul niveau, il correspond parfaitement aux schémas de la fortification Seré de Rivières avec un bastion central couvrant les deux murs de façade formant entre eux un angle très ouvert. Afin d'être à l'abri des coups d'artillerie pouvant être tirés depuis le Pas de Morgon (2 714 m) sur la frontière, la façade nord est protégée par un massif de pierres sèches rapportées dont la partie Est prend la forme d'un mur en éperon. Les trois autres façades sont percées de créneaux de tir qui couvrent également la porte d'entrée située près de l'éperon central. Derrière cette porte, un escalier pouvant être couvert par des trappes conduit sur le toit-terrasse qui servait de plate-forme de tir pour l'infanterie ; les murs crénelés qui entouraient le toit-terrasse ont aujourd'hui disparu. À l'intérieur, de part et d'autre de la porte, sont aménagés des chambrées pour cent hommes et plusieurs sous-officiers ou officiers. On y trouve aussi la cuisine, des magasins, une citerne à eaux pluviales ainsi qu'une soute à munitions en saillie de la façade nord, protégée par l'enrochement. À noter enfin qu'un couloir de circulation a été aménagé sur toute la longueur du fort, le long du massif rocheux sur lequel s'appuie le fortin.

### Combats
Il ne semble pas que ce point d'appui ait été amené à intervenir, ni en juin 1940, ni en septembre 1945 ; il n’y a du moins aucune référence à des combats le concernant dans les sources d’informations consultées.

## État actuel
Le blockhaus de Pelousette est aujourd'hui dans un état d'abandon total, comme les autres fortifications de la région, mais il n'est pas encore ruiné. Il possède encore ses volets métalliques et les charpentes intérieures sont toujours en place. À noter enfin la présence à l'intérieur d'un fourneau Vaillant de type E assez rare aujourd'hui, fabriqué par François Vaillant à Vadonville dans la Meuse.

## Biblographie
- Henri Béraud, La seconde guerre mondiale dans les Hautes-Alpes et l'Ubaye,  Société d'études des Hautes-Alpes, 1990.
- Marco Frijns, Luc Malchair, Jean-Jacques Moulins et Jean Puelinckx, Index de la fortification française 1874 - 1914, Edition Autoédition, 2008, 832 p. (ISBN 978-2-9600829-0-6).
- Philippe Lachal, Fortifications des Alpes, leur rôle dans les combats de 1939-1945, UBAYE-UBAYETTE-RESTEFOND, Éditions du Fournel, 2006.
- Général Étienne Plan et Eric Lefevre, La bataille des Alpes, 10-25 juin 1940, Charles Lavauzelle, 1982.
- Claude Raybaud, Fortifications de l'époque moderne dans les Alpes-Maritimes, Serre éditeur, 1992.
- Philippe Trutmann, la Barrière de Fer, L'architecture des forts du général Séré de Rivières (1872-1914), Gérard Klopp Éditeur, Thionville, 2000.